# Республіканська національна гвардія (Португалія)
Націона́льна республіка́нська гва́рдія (порт. Guarda Nacional Republicana) — національна гвардія Португальської Республіки. Виконує функції жандармерії. Складова португальських сил безпеки. На відміну від цивільної державної поліції має військову організацію. Заснована 1801 року як Королівська поліцейська гвардія на взірець французької жандармерії. Сучасну назву отримала 1911 року. Займається профілактикою правопорушень, патрулюванням регіонів та малих населених пунктів Континентальної Португалії. Також відповідає за охорону митниць, безпеку узбережжя, захист довкілля, роботи з пошуку і порятунку громадян. У мирний час підпорядковується Міністерству внутрішніх справ, у воєнний — Міністерству національної безпеки. Брала участь у ряді збройних конфліктів, антитерористичних  та миротворчих операцій ООН і ОБСЄ в Анголі, Східному Тиморі, Конго, Іраці, Кот-д'Івуарі, Палестині, Боснії і Герцоговині, Грузії. Особовий склад — близько 26 тисяч чоловік. Складова Європейської жандармерії. Абревіатура — GNR.

## Історія
- 1801—1834: Королівська гвардія Лісабонської поліції (порт. Guarda Real da Polícia de Lisboa).
- 1834—1910: Муніципальна гвардія
- 1910—1911: Республіканська гвардія
- з 1911: Національна республіканська гвардія

## Організація
Національна республіканська гвардія підпорядковується Міністерству внутрішніх справ у поліційно-адміністративних питаннях, і Міністерству національної безпеки у військових питаннях. Очолюється генеральним штабом у Лісабоні; голова — генерал-комендант гвардії.
З початку ХХ століття гвардія складалася з трьох типів підрозділів: територіальних (4 бригади, які розділені на батальйони); спеціальних (фіскальна і транспортна бригади); резервних (кінний і піхотний полки). Після 2007 року резервні частини скасували.
Територіальні командування (за округами)
- Азорське (Comando Territorial dos Açores)
- Авейрівське  (Comando Territorial de Aveiro)
- Безьке (Comando Territorial de Beja)
- Бразьке (Comando Territorial de Braga)
- Браганське (Comando Territorial de Bragança)
- Візеуське (Comando Territorial de Viseu)
- Віана-ду-Каштельське (Comando Territorial de Viana do Castelo)
- Віла-Реальське (Comando Territorial de Vila Real)
- Гуардське (Comando Territorial da Guarda)
- Еворське (Comando Territorial de Évora)
- Каштелу-Бранкське (Comando Territorial de Castelo Branco)
- Коїмбрське (Comando Territorial de Coimbra)
- Лейрівське (Comando Territorial de Leiria)
- Лісабонське (Comando Territorial de Lisboa)
- Мадейрівське (Comando Territorial da Madeira)
- Порталегрівське (Comando Territorial de Portalegre)
- Портуське (Comando Territorial do Porto)
- Сантаренське (Comando Territorial de Santarém)
- Сетубальське (Comando Territorial de Setúbal)
- Фаруське (Comando Territorial de Faro)

Спеціальні підрозділи
- Берегової охорони (Unidade de Controlo Costeiro, UCC)
- Фіскальний (Unidade de Ação Fiscal, UAF)
- Транзитний (Unidade Nacional de Trânsito, UNT)
- Почесної варти (Unidade de Segurança e Honras de Estado, USHE)
- Втручання; спец-призначення (Unidade de Intervenção, UI)

## Операції
Ангола
- 1995—1996: 3-я верифікаційна місія ООН в Анголі (UNAVEM III); Громадянська війна в Анголі
- 1997—1999: оглядова місія ООН в Анголі (MONUA); Громадянська війна в Анголі

Східний Тимор
- 2000—2002: перехідна адміністрація ООН у Східному Тиморі (UNTAET)
- 2002—2003: місія підтримки ООН Східному Тимору (UNMISET )
- 2005—2007: офіс ООН у Східному Тиморі (UNOTIL )
- 2006—2009: інтегрована місія ООН у Східному Тиморі (UNMIT)

ДР Конго
- 2003—2004: місія ООН у Демократичній Республіці Конго (MONUC)

Ірак
- 2003—2006: вторгнення до Іраку

Кот-д'Івуар
- 2004—2005: місія ООН у Кот-д'Івуарі

Ліберія
- 2004—2005: місія ООН у Ліберії

Грузія
- 2008—2009: моніторингова місія ЄС у Грузії

## Освіта
- Військова академія (Португалія)